# Monghidoro
Monghidoro (Munghidôr nel dialetto locale), già Scaricalasino (ancora Schirgalèṡen nel dialetto locale, Dscargalèṡen in dialetto bolognese cittadino), è un comune italiano di 3 860 abitanti della città metropolitana di Bologna in Emilia-Romagna, situato a 841 m s.l.m. Secondo il censimento 2001, solo meno della metà di essi, 1 705, sono residenti nel nucleo principale del comune, mentre la parte rimanente risiede in frazioni e case sparse.
È uno dei cinque comuni membri dell'Unione dei comuni Savena-Idice.

## Geografia fisica

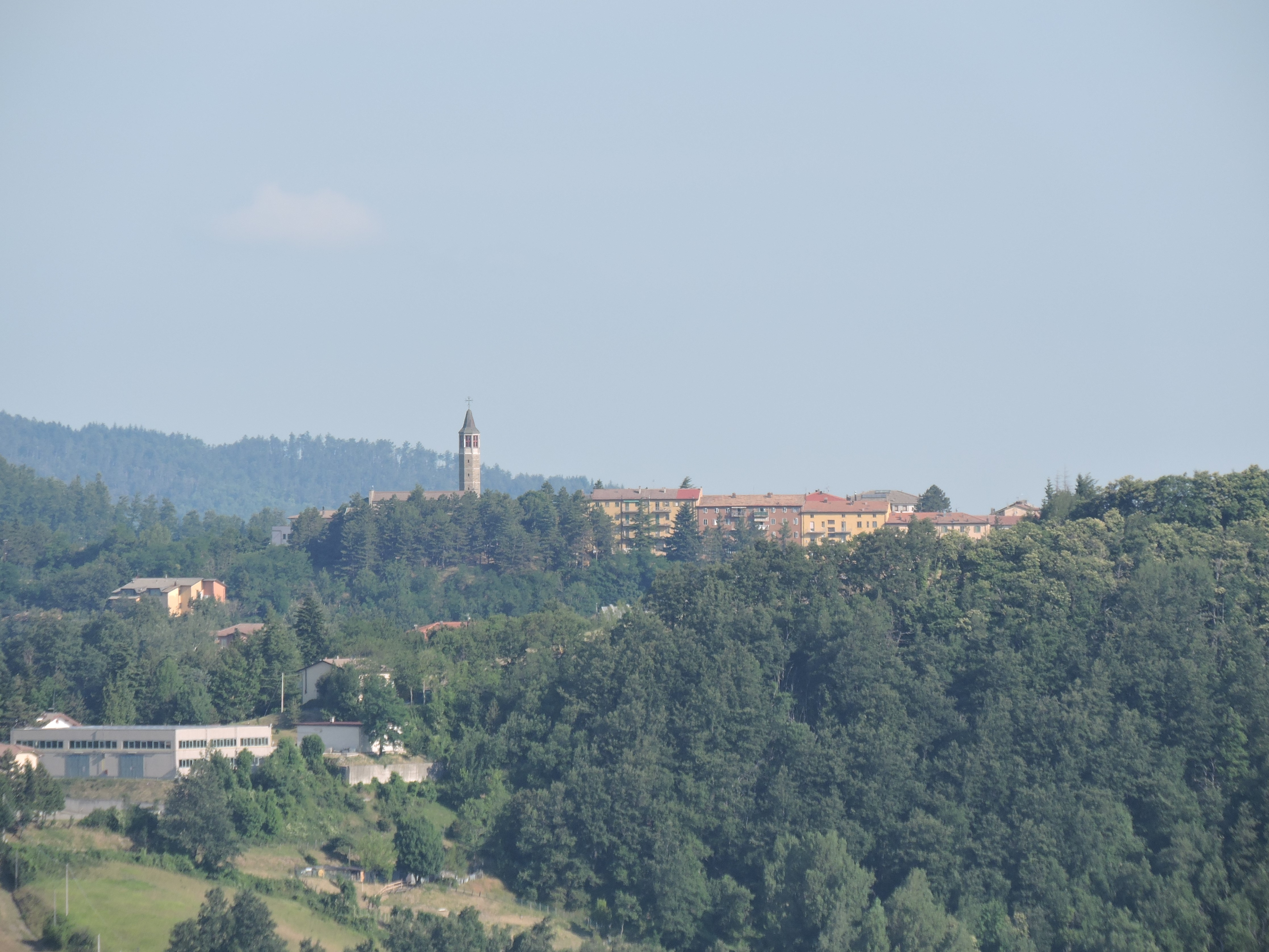
Monghidoro dal Monte Rocca di Cavrenno.

L'altitudine del capoluogo è 841 m s.l.m. e all'interno del territorio comunale varia da un minimo di 400 m s.l.m. a nord, ad un massimo di 1229 m s.l.m. sulla cima dell'Alpe, nella parte sud.
Il capoluogo è quello con l'altitudine maggiore di tutta la Provincia di Bologna.

## Storia
Per la sua posizione geografica Monghidoro, che lo scrittore Giordano Berti ha definito "Crocevia dell'Europa", nel corso dei secoli è stato un luogo di passaggio obbligatorio tra la Pianura padana e l'Italia centrale.
Ostrogoti, Bizantini e Longobardi perpetrarono diverse scorrerie nel territorio, quando, circa nell'VIII secolo, uno stanziamento dei Goti divenne duraturo, al punto da far chiamare il territorio con il toponimo latino Mons Gothorum (Monte dei Goti) da cui derivò, secondo una ipotesi avanzata dall'Olivieri, Monghidoro.
Agli inizi del XIII secolo fu istituito un importante mercato in località La Fratta, a sud dell'abitato di Loiano, iniziando a creare alcune correnti di traffico alternative alla via più antica che collegava Bologna e Firenze. Detta via partiva dalla zona dell'attuale porta Santo Stefano e si accostava alla riva sinistra del fiume Savena fino a Pianoro Vecchio, per poi inerpicarsi verso Brento, Monzuno, Cedrecchia, il monte Bastione e il passo della Futa.
Di questa via di comunicazione non rimane ora alcuna traccia, se non una via denominata "Via Nuova" che parte da Piamaggio e arriva fino al Cimitero. La strada era ancora bene identificabile immediatamente dopo la fine della seconda guerra mondiale. Uscendo dal capoluogo era diretta verso il cimitero, poi verso la frazione di Piamaggio, e arrivava in Toscana attraversando il monte dell'Alpe nei pressi di una locanda chiamata Osteria del Fantorno, che portava probabilmente il nome del gestore. Di questo antico edificio sono visibili le rovine. A qualche centinaio di metri è presente il nuovo edificio completato nel 2007.
Riguardo al vecchio locale, ci sono varie leggende, tra cui quella secondo la quale venne distrutto dalle guardie pontificie quando un avventore trovò nel proprio piatto un dito umano.
Anche sul versante toscano sono presenti le rovine di un analogo edificio chiamato attualmente Osteria Bruciata. Questo percorso venne utilizzato ampiamente fino al termine del XIX secolo, quando venne sostituito dall'attuale percorso dell'ex strada statale della Futa e, pertanto, non fu più frequentato.
Il toponimo di Scaricalasino risale al momento in cui i bolognesi decisero, nel 1264, di costruire un presidio di confine fra il loro territorio e quello fiorentino. Questo nome deriva dal fatto che il luogo era una stazione doganale dove gli animali da soma erano temporaneamente scaricati dal peso delle merci trasportate, onde poter eseguire i controlli di frontiera. L'utilizzo di questo toponimo è comunque rimasto fino ai giorni nostri nel dialetto bolognese, dove il paese è chiamato Dscargalèsen.
Nel 1528 il condottiero Armaciotto dei Ramazzotti, detto anche Ramazzotto da Scaricalasino, ordinò la costruzione del monastero olivetano di San Michele ad Alpes. Questo edificio, costato 8.000 ducati d'oro, divenne un importante riferimento religioso, amministrativo, politico e sociale per circa tre secoli. Questo monastero ospitò insigni personaggi che si trovavano a passare lungo l'importante arteria stradale che unisce la Pianura Padana alla Toscana.
Il paese di Monghidoro-Scaricalasino fu attraversato, tra il Cinque e il Settecento, dagli eserciti spagnoli, germanici e francesi che si contendevano il predominio sulla Penisola italiana, ma fu anche luogo di passaggio e sosta per papi, imperatori, principi, letterati e avventurieri.
Nel 1806 la chiesa di San Michele, costruita sulle mura dell'antico monastero, prese il nome di pieve di Santa Maria. Quest'ultima in realtà era un'antica chiesetta costruita dove sorge attualmente la cappella del cimitero. Di questa pieve si trova un documento datato 1232. A seguito delle soppressioni napoleoniche del 1798 fu officiata sino al 1804, poi venne in gran parte demolita e, per questo motivo, venne spostato il nome nell'antica chiesa nel centro del borgo.
Nel 1869 iniziò la costruzione del campanile del Brighenti per sostituire la vecchia torre divenuta pericolante. A seguito di ciò venne ravvisato che l'antico porticato poteva ostacolare il transito stradale. Venne quindi deciso di demolirlo per ottenere un allargamento di 45 cm della sede stradale. Scomparve così ogni segno esterno della facciata cinquecentesca del monastero del Ramazzotto.
Nel 1900 viene eretta la croce sulla vetta dell'Alpe, poi rinnovata nel 1962.

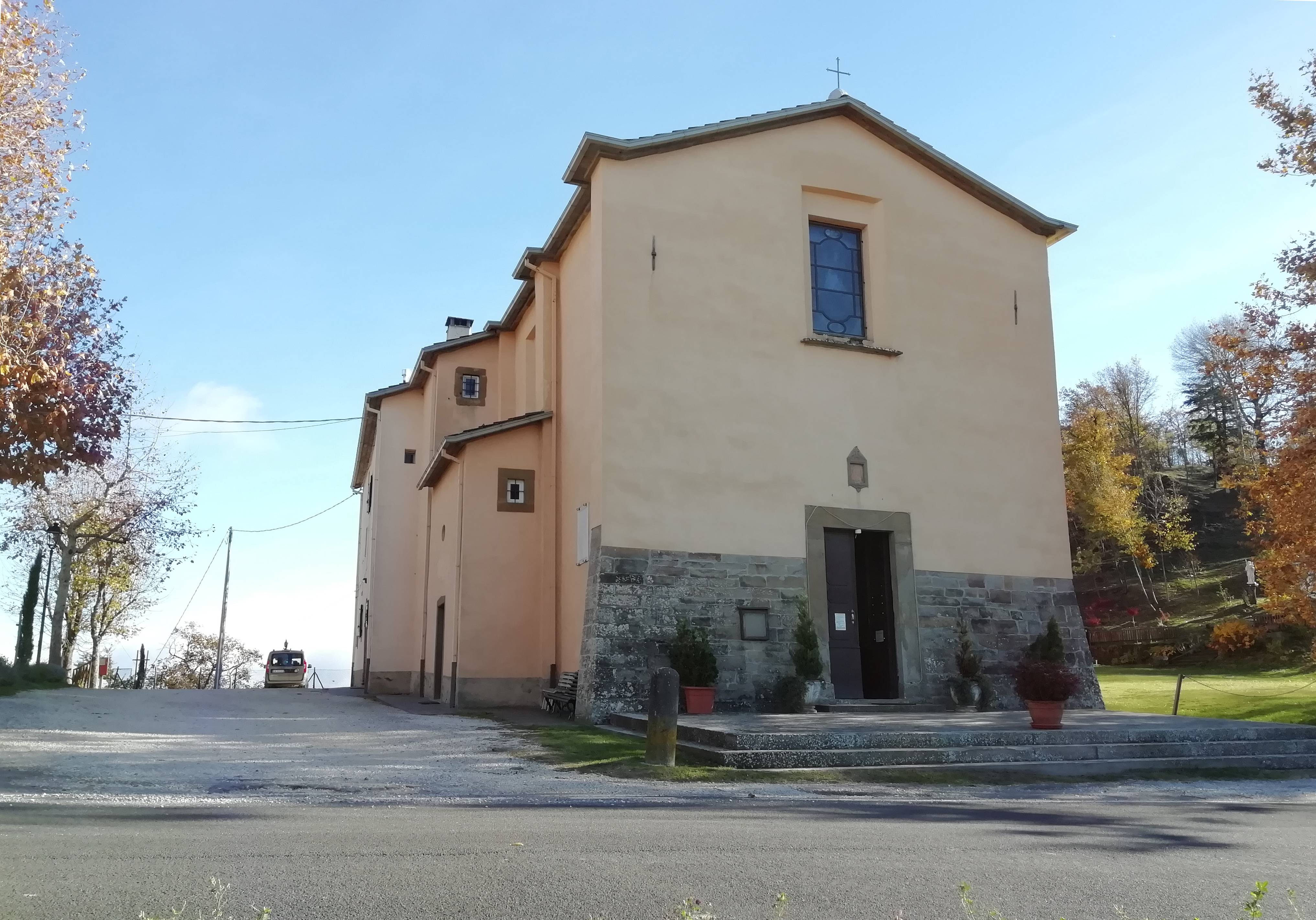
La chiesa della Madonna dei Boschi, a Campeggio.

Dal 1923 al 1925, venne realizzata la Strada statale 65 della Futa secondo l'attuale tracciato che evita sia la via Napoleonica, che passava da Madonna dei Boschi, che il centro del paese.
Dal 1925 al 1929 venne rimossa la fontana sita nella piazza centrale per sostituirla con il primo monumento ai caduti della prima guerra mondiale. Quello attuale, in bronzo, venne costruito nel 1968 demolendo il precedente. Inoltre venne realizzato un edificio che avrebbe dovuto essere l'ospedale, ma che in realtà venne utilizzato come scuola.
Il 2 ottobre 1944, sette mesi prima del termine della seconda guerra mondiale, gli alleati, guidati dal generale Mark Wayne Clark, liberarono Monghidoro dai tedeschi, entrando dalla crocetta (o crusetta), l'ingresso sud del paese. Monghidoro venne annesso simbolicamente alla città di Los Angeles.
Nel 1978, a seguito dello spopolamento dovuto all'emigrazione in pianura, la popolazione residente nel territorio comunale toccò il minimo storico registrando 2 450 persone contro le quasi 6 000 di inizio secolo. Successivamente si invertirà la tendenza con un lento ma costante aumento, sino a superare, negli anni duemila, le 3 800 unità.
Nel 1985 venne edificato il nuovo municipio e dal 1988 al 1990 venne costruito il campanile disegnato dall'architetto Luigi Vignali accanto alla chiesa di Santa Maria Assunta, dello stesso architetto. Negli ultimi anni del XX secolo sono stati effettuati altri lavori di riqualificazione urbana e di creazione di strutture pubbliche quali la piscina, la biblioteca, il parco e il museo.

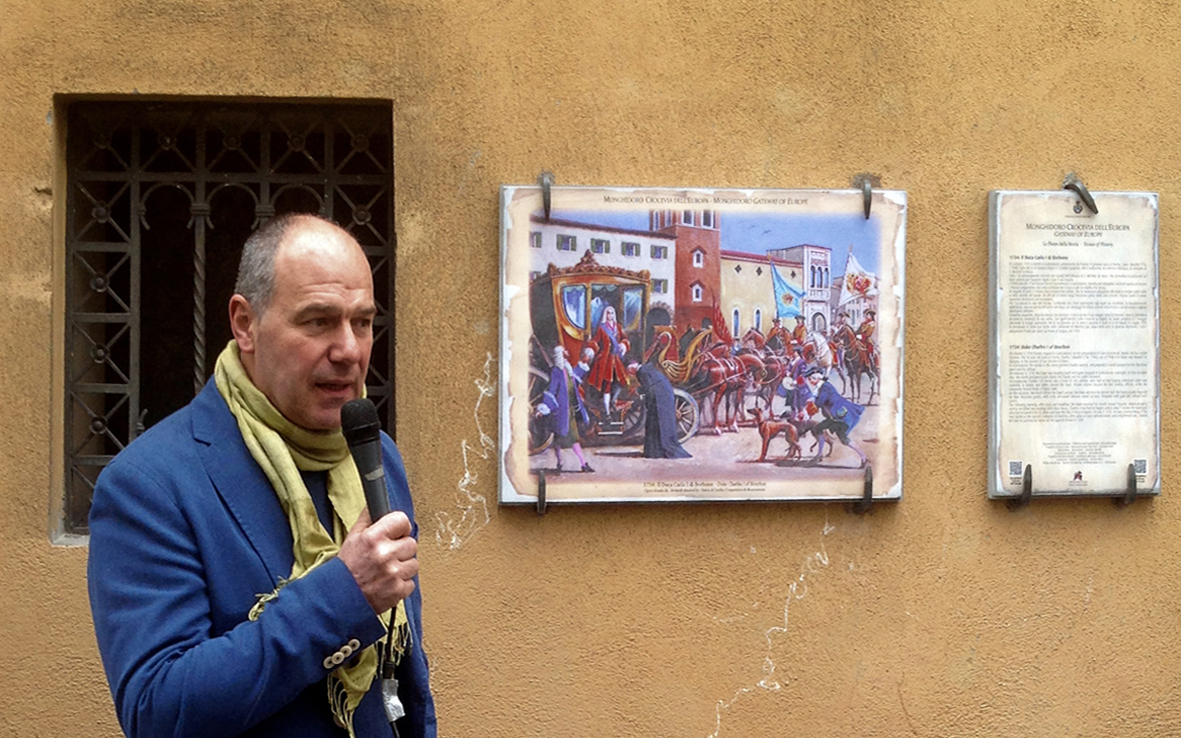
Pietra della Storia dedicata all'arrivo a Monghidoro del duca Carlo di Borbone nel 1734

Nel 2013 il Comune di Monghidoro ha avviato il progetto "Le Pietre della Storia", ideato dallo scrittore Giordano Berti e dall'art designer Letizia Rivetti, consistente in una serie di illustrazioni di Severino Baraldi dedicate a famosi personaggi che nel corso dei secoli hanno sostato a Monghidoro e ad importanti avvenimenti accaduti in questo paese; le illustrazioni, trasferite su pietra serena provenienti dalle cave della vicina Firenzuola, sono esposte 'en-plein-air' in modo permanente sui muri del centro storico e di alcune borgate.

### Simboli
Lo statuto comunale descrive sia lo stemma che il gonfalone.
Il primo è
Il gonfalone invece è costituito da
Le parti di metallo ed i cordoni sono argentati. L'Asta verticale è ricoperta di velluto dei colori del drappo, alternati, con bullette argentate poste a spirale. Nella freccia è rappresentato lo stemma del Comune e sul gambo inciso il nome. Cravatta con nastri ricolorati dai colori nazionali frangiati d'argento.»

## Monumenti e luoghi d'interesse

### Edifici storici
- Chiostro della Cisterna - Rappresenta tutto ciò che resta del monastero olivetano del Ramazzotto, devastato dai bombardamenti alleati della Seconda Guerra Mondiale che ne hanno lasciato intonso un solo lato. Restaurato alcuni decenni orsono, si può notare il doppio ordine conventuale del loggiato cinquecentesco, il pozzo centrale per l'estrazione dell'acqua piovana resa potabile da filtri di carbone e i due più piccoli pozzi laterali che servivano al riempimento della cisterna per l'approvvigionamento idrico. Interessante anche, nell'unico lato non danneggiato dall SGM, la chiusura del loggiato posto al piano terra operata - sembra - dai soldati francesi di Napoleone e resa evidente grazie al restauro che ha rimosso l'intonaco posto in opera successivamente sul muro perimetrale interno.

### Architetture religiose
- Chiesa di Santa Maria Assunta - Costruita tra il 1950 e 1951 su progetto dell'architetto Luigi Vignali e completata con la costruzione del campanile a base ottagonale realizzato esclusivamente in arenaria dagli scalpellini locali, terminato nel 1991. All'interno è presente la mostra di arte sacra nella sala Don Bosco. Inoltre sono presenti L'Immacolata tra i Santi Petroni e Dionigi (olio su tela, 1685) di Giovanni Antonio Burrini e Madonna in trono col Bambino (olio su rame, XVIII secolo); quest'ultimo dipinto si ritiene fosse presente nella vecchia chiesa demolita durante la Seconda guerra mondiale.

### Luoghi naturali

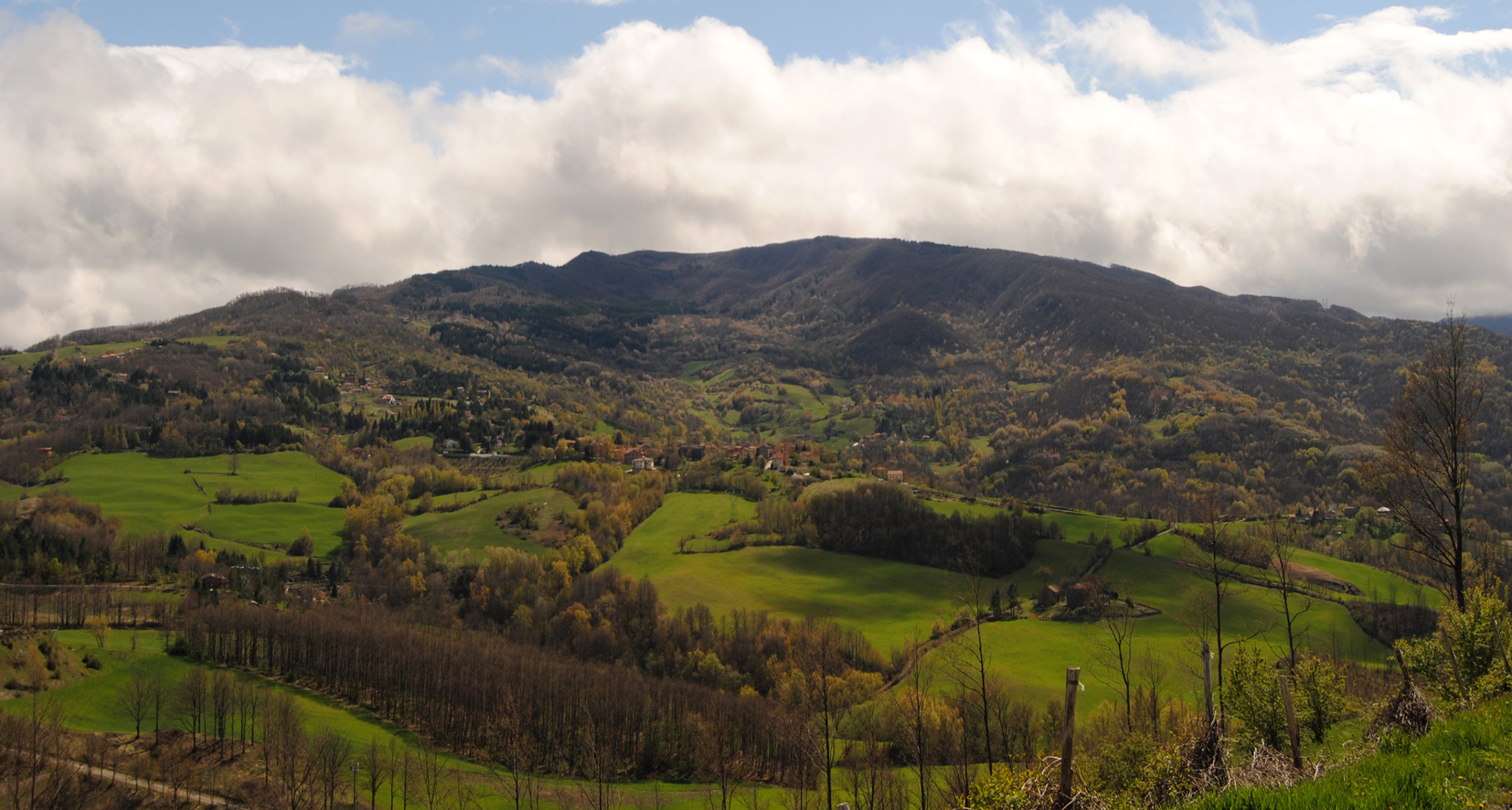
L'Alpe di Monghidoro in Primavera

#### L'Alpe di Monghidoro
È un'area di interesse naturalistico che si estende in una vasta porzione del territorio comunale sconfinando fino nella vicina Toscana. Si trova in una altitudine compresa tra gli 800 ed i 1 290 metri di Monte Oggioli, il punto più alto dell'area compresa tra i comuni di Monghidoro, San Benedetto Val di Sambro e Firenzuola.
Tra i mammiferi sono facilmente osservabili lo scoiattolo, il ghiro, la lepre, il tasso, il capriolo, il cinghiale, la volpe e il cervo. È uno dei pochi luoghi dell'Appennino settentrionale in cui è possibile osservare il tritone alpestre. Dalla cima del Monte Oggioli, nelle giornate limpide, si può ammirare un panorama che spazia dalle Alpi al Mare Adriatico.
Vi è anche un'area picnic, nei pressi del Triton's Park, un piccolo parco avventura, che durante il Ferragosto ospita una sagra gastronomica.
Alcune tradizioni popolari riferiscono che il monte sia abitato da folletti, in dialetto chiamati semplicemente spìrit, oppure barabén (variante barabanén), mazapécc (mazzapicchio) o sèltapécc (saltapicchio), analoghi ai mazapégul della vicina Romagna. Inoltre sull'Alpe di Monghidoro è ambientato il romanzo fantasy Il Monte dei Folletti (2012), di Giordano Berti.

#### La Martina
È un parco naturale istituito dalla Provincia di Bologna. Ha una superficie di 155 ettari ed è proprietà del Comune di Monghidoro.
Un tempo, quest'area era caratterizzata da prati, campi e boschi radi di querce. A partire dagli anni venti venne rimboschita con conifere quali il pino nero, il pino silvestre, l'abete bianco e il cipresso di Lawson. Lungo uno dei sentieri del parco sono presenti i resti di un'antica miniera di rame. L'altitudine del parco varia dai 430 ai 774 metri di quota.
Nei pressi del Parco, a circa 770 m di altitudine, è posta l'omonima località che conta appena 8 abitanti residenti.

## Società

### Evoluzione demografica
Abitanti censiti

### Etnie e minoranze straniere
Secondo i dati ISTAT, al 31 dicembre 2022 i cittadini stranieri a Monghidoro risultavano 416.
Le prime dieci comunità sono quelle provenienti da:
- Pakistan, 71
- Romania, 68
- Marocco, 64
- Macedonia del Nord, 31
- Kosovo, 30
- Nigeria, 28
- Ucraina, 19
- Albania, 13
- Tunisia, 12
- Camerun, 11

## Cultura

### Istruzione

#### Scuole
Nel territorio comunale ha sede un Istituto Comprensivo che gestisce i plessi scolastici dei comuni di Monghidoro e Loiano. Nel capoluogo comunale sono concentrate la scuola dell'infanzia "Augusta Mariani Ferretti", la scuola primaria "Madre Orsola Mezzini" e la scuola secondaria di I grado "Maria Dalle Donne". Presso la scuola dell'infanzia è stato recentemente aperto un asilo nido comunale.
Inoltre è presente sempre nel capoluogo una sede coordinata dell'IIS "Ettore Majorana" di San Lazzaro, dove è attivato il biennio unico dell'istituto tecnico tecnologico.
Fino all'A.S. 2014-2015 era attivo nella stessa sede un corso di istituto tecnico commerciale organizzato dal IIS "Manfredi Tanari" di Bologna.

#### Biblioteche
La Biblioteca comunale “Clemente Mezzini” è l'unica presente nel comune e conta un patrimonio di circa 22 000 volumi. Venne aperta nel 1995 con una dotazione iniziale di circa 1 400 volumi. Dal 2000 al 2013 ha fatto parte della Convenzione Bibliotecaria “Valle Idice” che comprendeva le biblioteche di: Budrio, Castenaso, Molinella, Monterenzio, Ozzano, Pianoro, Loiano, San Lazzaro di Savena. Dopo lo smembramento delle Convenzioni Bibliotecarie, è entrata nel Distretto Culturale di San Lazzaro, assieme alle biblioteche di Loiano, Monterenzio, Pianoro, Rastignano, San Lazzaro e Ozzano. Il catalogo della biblioteca è consultabile anche on-line.

#### Musei
Negli edifici collegati alla Chiesa di Santa Maria Assunta di Monghidoro è presente un museo parrocchiale che ospita una piccola collezione di arte sacra.
Nella frazione di Piamaggio, presso l'edificio che ospitava le scuole è presente un Museo della Civiltà Contadina dell'Appennino nel quale sono state ricostruite differenti ambientazioni tipiche del territorio all'inizio del XX secolo. Sono esposti alcuni attrezzi e capi di abbigliamento dell'epoca, oltre alla ricostruzione in scala di un mulino ad acqua a scopi didattici.
Recentemente è stato aperto nello stesso edificio un Museo dedicato all'emigrazione, fenomeno che colpì il paese specialmente nel dopoguerra, collegato ad un centro di documentazione.

### Cucina

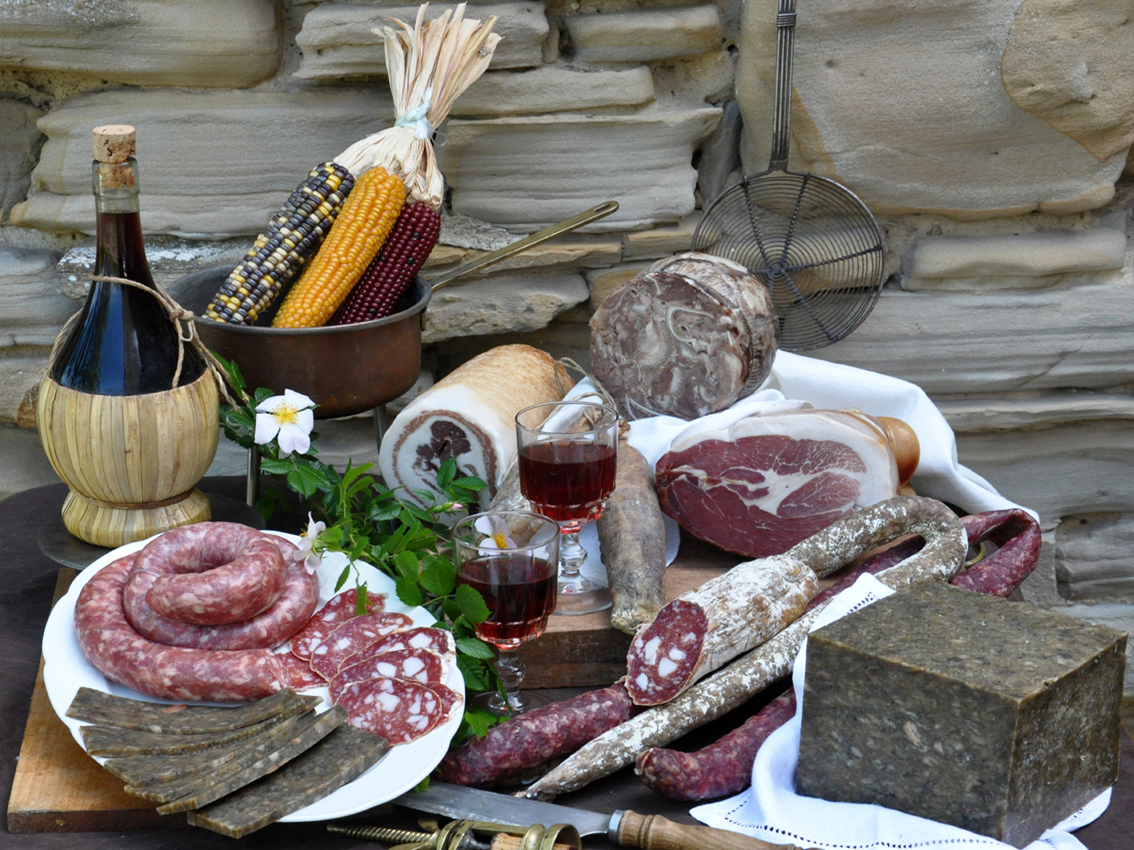
Salumi tradizionali di Monghidoro.

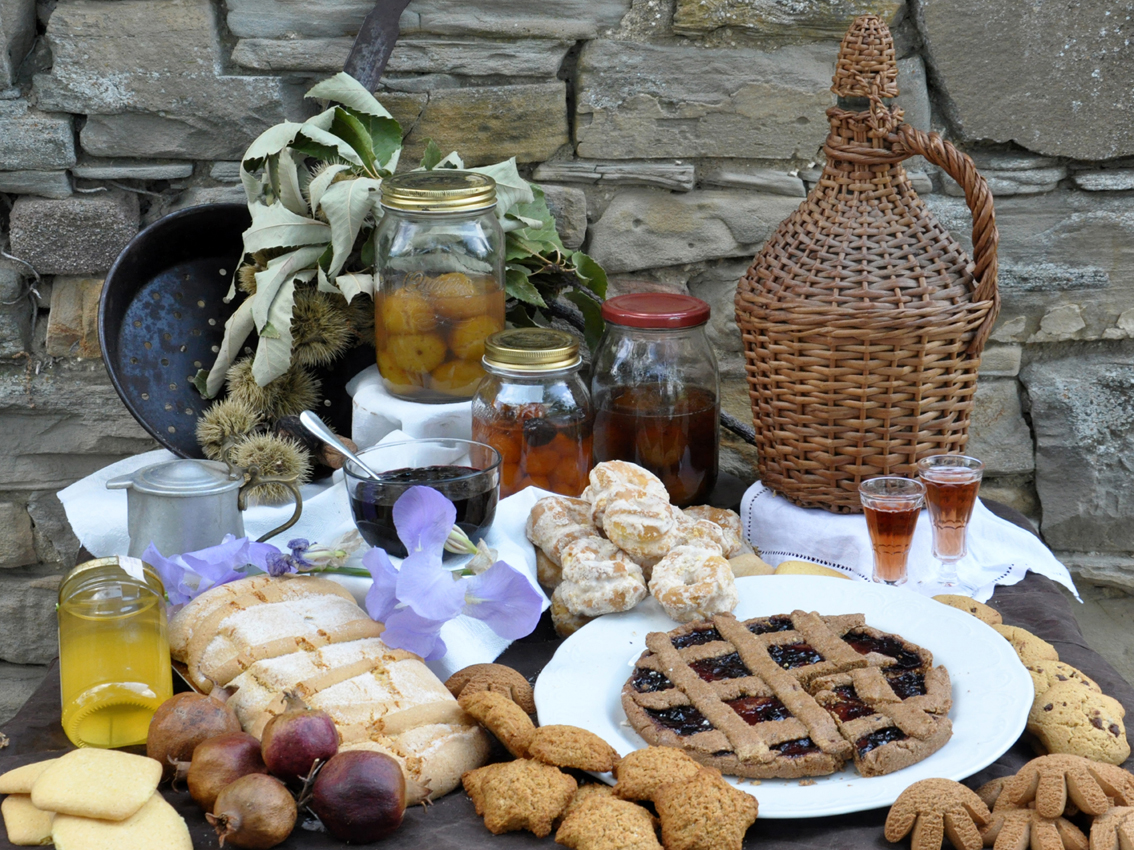
Biscotti e crostate tradizionali di Monghidoro.

La tradizione culinaria risente della posizione geografica al confine tra Emilia-Romagna e Toscana con rielaborazioni legate ad ingredienti legati alla tradizione contadina della montagna e all'utilizzo di prodotti locali quali castagne, funghi ed erbe aromatiche.
Per quello che riguarda i primi piatti, oltre a quelli tipici della cucina bolognese: tortellini, tortelloni, lasagne, tagliatelle, ne sono presenti altri tipicamente locali, tra cui gli stiancun cun l'ajeda, una sottilissima sfoglia di farina e acqua strappata a mano direttamente sull'acqua in ebollizione (da cui il nome dialettale stiancun, "strappato") e condita con un sugo, preparato in precedenza, di aglio e noci pestate finemente e bolliti nel latte. Per la riscoperta di questo piatto, nel 1972 l'Accademia italiana della cucina assegnò un premio a due personalità locali: Carlo Berti e lo scrittore-edicolante Carlo "Mazzi" Calzolari.
Le numerose salumerie artigianali offrono una notevole varietà di insaccati e derivati dalla lavorazione dei suini allevati in zona: prosciutto, salame, pancetta stesa o arrotolata, salsiccia, coppa estiva, coppa di testa, ciccioli.
Per quello che riguarda i prodotti da forno, oltre al pane rinomato localmente (il paese fa parte del circuito denominato "Le Vie del Pane" che abbraccia numerosi Comuni dell'Appennino bolognese) sono presenti dolci secchi fatti con frumento o farina di castagne, solitamente ricoperti con marmellate di frutti vari, in stile crostata.

### Musica
A Monghidoro è nato, l'11 dicembre 1944, il cantante e attore Gianni Morandi, tra i principali esponenti della musica leggera italiana a partire dagli anni '60.
Sul territorio agisce l'associazione culturale "E bene venga Maggio" che si occupa della conservazione e della diffusione della cultura montanara, in particolare il repertorio tradizionale di canti tradizionali, balli staccati e liscio montanaro. All'associazione sono collegati i Suonatori della Valle del Savena e Piccola Scuola di Musica e Danza della Valle del Savena "Riccardo Venier". L'associazione organizza stage e corsi di musica, danza e canto e varie iniziative di promozione culturale.
Nel capoluogo inoltre ha sede il Coro Scaricalasino nato nel 1975 per promuovere la riscoperta della cultura popolare locale.

## Geografia antropica

### Frazioni
Le frazioni riconosciute storicamente e citate nello statuto comunale sono: Campeggio, Frassineta, Piamaggio, Vergiano.

#### Campeggio
Questa frazione è formata dall'unione di varie borgate confinanti (Pergoloso, Molino della Pergola, Sumbilla) e si trova ad un'altezza di circa 566 metri s.l.m. Da segnalare è la presenza di un santuario, del quale si hanno evidenze storiche già a partire dal 1300, che è meta di pellegrinaggio per via della presenza, al suo interno, di una riproduzione della grotta di Lourdes, del 1923. La collina che sovrasta il santuario è una raffigurazione del monte Calvario, sulla cui cima sono erette 3 croci che riproducono il luogo della crocifissione di Gesù.

#### Frassineta
È una frazione posta a 574 m di altitudine posta sulla strada provinciale che conduce al Passo della Raticosa. Conta 76 abitanti.

#### Piamaggio

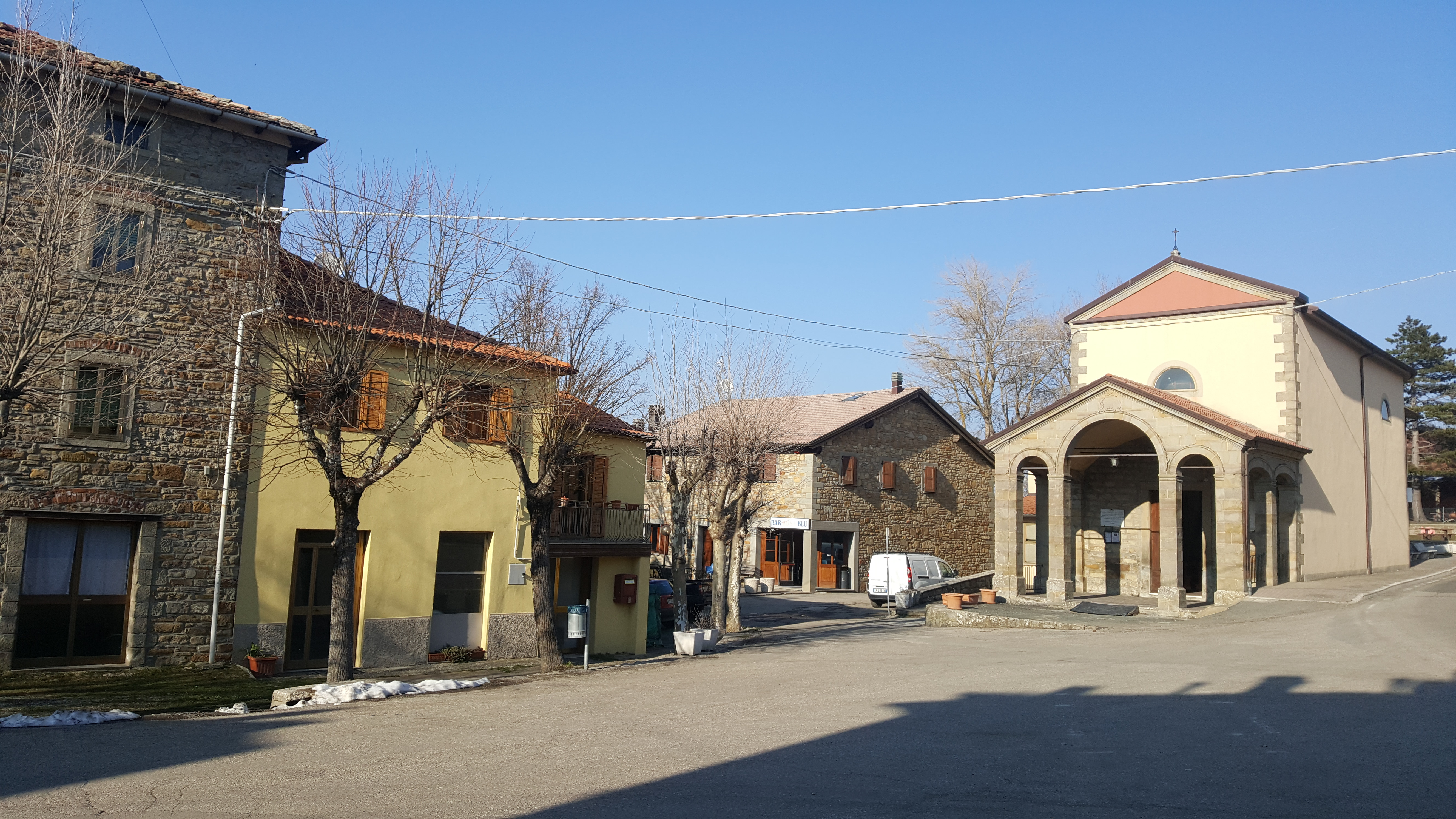
Piamaggio

È una frazione del Comune di Monghidoro posta a 787 m di altitudine. Con i suoi 255 abitanti, è la frazione con più residenti.
Nel centro del borgo è presente il Santuario dedicato alla Madonna di Pompei, edificato nel 1893 per volontà di monsignor Frati che vi fece porre un'immagine raffigurante, appunto, la Madonna di Pompei. Fu dichiarato santuario nel 1901 ed eretto a parrocchia nel 1956, con doppio titolo di San Lorenzo e Beata Vergine di Pompei. All'interno è presente una tela di Sante Nucci (1821-1896) che raffigura la Vergine del Rosario.
Nelle vicinanze della frazione, alle pendici dell'Alpe, sono presenti due mulini ad acqua funzionanti e visitabili: Mulino Mazzone, antecedente il 1785, e Mulino di Ca' di Guglielmo di Sopra, del 1776.
A nord-ovest della frazione è presente l'antico borgo di Valgattara, risalente al XVI secolo. Qui sorgono l'edificio detto della Piazza, costruito nel 1685, e la chiesa di San Bartolomeo di Valgattara. Questa chiesa sorge in prossimità delle rovine dell'antico castello di Valgattara, del quale si hanno evidenze dal 1297. Nel 1688 la chiesa, in pessime condizioni, fu restaurata e le opere contenute al suo interno sono state disperse. Nel 1940 venne completamente ricostruita.

#### Vergiano
È una frazione risalente al XVII secolo e sita a circa 700 m di altitudine. La chiesa di Sant'Alessandro, secondo la tradizione, sorge sulle rovine dell'antica Rocca di Vergiano. Le prime notizie di questa chiesa risalgono al XIV secolo. Risulta infatti che una delle tre campane presenti fino al XIX secolo, era stata fusa nel 1382 da un certo maestro Rolando. La chiesa è stata poi interamente ricostruita tra il 1879 e il 1911.
Nei pressi dell'abitato sorgono l'edificio rurale di Mamietto, con architravi scolpite e oratorio del XVIII secolo, e la casa-torre detta della Torre.

#### Altre località del territorio
Oltre a queste frazioni citate nello statuto comunale, il territorio comprende le seguenti località: Ca' dei Brescandoli, Ca' del Costa, Ca' di Fiore, Ca' di Francia, Ca' del Gappa, Ca' dei Marchi, Ca' di Pallerino, Ceragne, La Ca', La Costa, La Fossa, La Lastra, La Martina, La Piazza, Lamazze di Qua, Madonna dei Boschi, Malalbergo, Molino della Pergola, Pallerano, Pergoloso, Pian dei Grilli, Sant'Andrea di Savena, Sumbilla, Vasellara Bassa e Villa di Mezzo, Zaccarlina.

## Economia
Nel 2001, su un totale di 1 580 occupati, 49 erano impiegati in agricoltura e 819 in altre attività. Gli occupati in agricoltura risultano quindi circa il 3,1% contro il 3,4% della media provinciale e l'1,0% del comune di Bologna.
Delle 286 attività economiche presenti nel territorio, 8 erano in agricoltura, 25 nell'industria manifatturiera, 81 nelle costruzioni, 67 nel commercio e riparazioni, 20 in alberghi e esercizi pubblici, 6 in trasporti e comunicazioni, 7 in credito e assicurazioni e 72 in altri servizi. La dimensione delle imprese nel territorio comunale è molto ridotta: infatti ben 177 delle 286 imprese sono costituite da un solo addetto, solo 5 hanno almeno 10 addetti e non esistono imprese con 50 addetti o più.

## Infrastrutture e trasporti

### Strade
- Strada statale 65 della Futa
- Strada provinciale 7 Valle dell'Idice
- Strada provinciale 60 S.Benedetto Val di Sambro
- Strada provinciale 81 Campeggio
- Strada provinciale Fondo Valle Savena

### Ferrovie
Nel territorio comunale non sono presenti stazioni ferroviarie, ma nei pressi della località La Martina passa la linea ferroviaria ad alta velocità.

### Mobilità urbana
Il comune e le frazioni sono collegati tra loro e con Bologna con linee di autobus extraurbane della Tper. Collegamenti più radi con la Toscana, verso Firenzuola e il Passo della Raticosa sono assicurati da Autolinee Toscane.

## Amministrazione

### Gemellaggi
- Rebecq, dal 13 luglio 2002[36]

## Sport
La squadra di calcio A.S.D. Monghidoro milita nel campionato di Terza categoria e gioca le sue partite casalinghe presso lo Stadio Comunale Enzo Tattini. Lo stesso impianto sportivo ha ospitato, dal 1983 al 2000, sei partite di beneficenza della Nazionale Italiana Cantanti. Quest'ultima fu fondata nel 1975 dal cantante monghidorese Gianni Morandi assieme a Mogol, Paolo Mengoli e Claudio Baglioni.
La Golden Team Monghidoro è una società di pallacanestro che milita nel campionato di Eccellenza CSI.
"Golden Team" è anche il nome della polisportiva locale, nata nel 2001, che organizza corsi di karate, pattinaggio, kung fu, pallavolo.

### La Mille Miglia
Nell'ambito sportivo può essere inserita anche la corsa automobilistica delle Mille Miglia che dalla prima edizione, nel 1927, fino al 1938, è regolarmente transitata per Monghidoro. Nel dopoguerra, a causa delle pessime condizioni della Strada della Futa, la gara seguì altri percorsi e tornò a passare da Monghidoro solo nelle ultime due edizioni, la serie detta "Mille Miglia incompresa": 1959 e 1961.
Nel 1982 la Mille Miglia fu ripristinata come rievocazione storica di auto d'epoca e, dopo un'iniziale cadenza biennale (1984 e 1986), dal 1987 fu disputata ogni anno a maggio ripetendo lo stesso percorso degli anni venti: Brescia-Roma-Brescia, passando per la Strada della Futa e per Monghidoro.